# Варієтет
Варієтет (лат. varietas, varietatis) — різновид, інфрапідвидова категорія в систематиці. Застосовується до підрозділів у межах виду, переважно пов'язаних з морфологічною мінливістю.
В ботанічній номенклатурі використовується як «різновид».
У зоологічній номенклатурі термін використовувався до 1960 року, нові назви тварин запропоновані як варієтети до цього року розглядаються як підвидові, в той час як запропоновані після цього року є непридатними для використання в систематиці. Відповідно, в зоології термін є застарілим і може використовуватися тільки неформально для означення різновидів у межах виду або підвиду, які не мають таксономічного рангу.